# Chrysler CP
Der Chrysler Serie CP war ein PKW der Oberklasse, den Chrysler in Detroit nur in der zweiten Hälfte des Modelljahres 1932 (Januar – Juli 1932) herstellte. Er ersetzte den ersten Achtzylinderwagen der Marke, der Serie CD und wurde dem Imperial Serien CH / CL zur Seite gestellt.
Der Wagen besaß einen seitengesteuerten 8-Zylinder-Reihenmotor mit 4893 cm³ Hubraum, der 100 bhp (74 kW) Leistung abgab. Wie beim Vorgänger, wurden über eine Einscheiben-Trockenkupplung und ein Vierganggetriebe mit Mittelschaltung die Hinterräder angetrieben. Auf Wunsch war eine Halbautomatik (automatische, vakuumbetätigte Kupplung) verfügbar. Serienmäßig waren alle vier Räder hydraulisch gebremst. Wie auch der Imperial waren die offenen Wagen und die Limousine mit LeBaron-Karosserie mit Speichenrädern ausgestattet. Erstmals gab es Ganzstahlkarosserien, darunter auch ein 4-türiges Cabriolet auf Limousinenbasis.
Es entstanden 5113 Exemplare. Im Juli 1932 erschien als Nachfolger der Royal Serie CT.

## Quelle
- Beverly R. Kimes, Henry A. Clark: Standard Catalog of American Cars 1805–1942. Krause Publications Inc., Iola (1985), ISBN 0-87341-045-9.